# Daniel Rapant
Daniel Rapant (Holíč, 17 aprile 1897 – Bratislava, 17 aprile 1988) è stato uno storico e archivista slovacco. Fu marito dell'attrice Hana Meličková. Il suo importante contributo consiste nell'introduzione della metodologia positivistica nello studio della storia slovacca e nel conseguente stabilimento delle discipline storiche in Slovacchia come scienza, al contrario dell'approccio patriottico delle precedenti generazioni di storici.

## Biografia
Conseguì la maturità a Skalica nel 1917. Dal 1918 al 1922 studiò storia e slavistica alla facoltà di filosofia dell'Università Carolina di Praga. Inoltre, dal 1919 al 1921 completò gli studi in archivistica si è laureato presso la Scuola statale di archivistica di Praga. Tra il 1922 e il 1923 trascorse un periodo di studio alla Sorbona di Parigi.
Nel 1924 divenne archivista capo della contea di Bratislava. Il 1º luglio 1928 divenne capo dell'Archivio regionale, in cui lavorò fino al 1933.
Dal 1933 fu professore straordinario di storia cecoslovacca all'Università Comenio di Bratislava. Nel 1938 divenne professore ordinario. Tra il 1938 e il 1939 presiedette la Commissione ungaro-cecoslovacca per le questioni relative alle minoranze. Nel 1945 fu rettore dell'Università Comenio.
Dal 1945 al 1948 fu presidente del dipartimento storico della Matica slovenská.
Gettò le basi della Società storica slovacca, di cui divenne il primo presidente nella primavera del 1946.
Nel 1950 gli fu proibito di tenere lezioni da rappresentanti del regime comunista. Lavorò per un breve periodo presso la Biblioteca dell'Università di Bratislava (1956-1958), poi andò in pensione. Nel 1968 diventò accademico dell'Accademia slovacca delle scienze.
Ha elevato la storiografia slovacca dalla sua terra natale a un livello scientifico. La sua produzione si articola in 25 pubblicazioni tra libri e fonti, oltre a un gran numero di studi e articoli. Condusse una controversia con Václav Chaloupecký sull'indipendenza della storia slovacca fino al 1918, perché considerò una storia cecoslovacca comune solo la storia dei cechi e degli slovacchi dopo il 1918. Si dedicò principalmente alla questione del Risorgimento slovacco. La sua opera principale in questo campo è un documento in 12 volumi, in cui tutti gli eventi in Slovacchia relativi agli anni rivoluzionari dell'Insurrezione slovacca del 1848-1849 sono organizzati in ordine cronologico. Nella terza parte dell'opera, composta da tre volumi, vi sono estese citazioni dalle Memorie di Jozef Miloslav Hurban, un prezioso rapporto di 16 pagine del capitano Bórik, rapporti militari scritti in tedesco del capitano Bloudek, articoli di giornale del segretario di Bloudek, il giornalista moravo Matěj Mikšíček, estratti dalla biografia di Jonáš Záborský, altre notizie, relazioni, annunci pubblici e simili. Tuttavia, scrisse anche opere riguardanti altri periodi storici, in particolare la Grande Moravia e il Medioevo. Fu il primo a confutare scientificamente l'opinione sulla mancanza di insediamenti nella maggior parte del territorio della Slovacchia prima del XIII secolo.
Dal 1997 il dipartimento storico della Matica slovenská conferisce un premio a lui intitolato (Cena Daniela Rapanta).

## Opere
- Asimilácia odrodilých Slovákov ("L'assimilazione degli Slovacchi rinnegati") (Mladé Slovensko č. 3-4/1921)
- Národ a dejiny ("Nazione e storia") (1924)
- Národ a československá otázka ("La nazione e la questione cecoslovacca") (1925)
- K počiatkom maďarizácie. I. diel. Vývoj rečovej otázky v Uhorsku 1740-1790. ("Verso l'inizio della magiarizzazione. I parte. La nascita della questione linguistica nel Regno d'Ungheria 1740-1790") (Sp. fil. fak. Bratislava 1927)
- Maďarizácia, Trianion, revízia a demokracia ("Magiarizzazione, Trianon, revisione e democrazia") (Prúdy 1930)
- Maďarónstvo Bernolákovo ("Identità magiara di Bernolák") (Bratislava 1930)
- Československé dejiny. Problémy a metódy ("Storia cecoslovacca. Problemi e metodi") (1930)
- K počiatkom maďarizácie. II. diel . Prvé zákony maďarizačné 1790-1792. ("Verso l'inizio della magiarizzazione. II parte. Le prime leggi della magiarizzazione 1790-1792") (Bratislava 1931)
- O Starý Liptov ("L'antica regione di Liptov") (1934)
- Slovenské povstanie v roku 1848-1849, I/1-2—V/1-2 ("L'Insurrezione slovacca del 1848-1849") (1937, 1947, 1948, 1950, 1954, 1956, 1958, 1961, 1963, 1967, 1972)
- Pribinov nitriansky kostolík ("La chiesetta di Pribina a Nitra")  (1941)
- Doba štúrovská ("Il periodo štúriano") (1942)
- Slovenský prestolný prosbopis z roku 1842 ("La Supplica slovacca al trono del 1842") (Tranoscius, Liptovský Mikuláš 1943)
- Viedenské memorandum slovenské z roku 1861 ("Il Memorandum di Vienna del 1861") (1943)
- Ilegálna maďarizácia 1790-1840 ("La magiarizzazione illegale 1790-1840") (1947)
- Tatrín. Osudy a zápasy. ("Tatrín. Vicende e lotte") (1950)
- Sedliacke povstanie na východnom Slovensku roku 1831. I/1-3. ("L'insurrezione contadina nella Slovacchia orientale del 1831") (1953)
- Slováci v dejinách ("Slovacchi nella storia") (Slovenské pohľady č. 3/1968)
- Logika dejín ("La logica della storia") (Kultúrny život č. 33/1968)

## Riconoscimenti
- 1968 – Premio di stato del Repubblica socialista slovacca
- 1969 – Ordine del Lavoro
- 1987 – Medaglia d'oro dell'Accademia slovacca delle scienze
- 1991 – Ordine di Tomáš Garrigue Masaryk di I classe (in memoriam)